# 愛知県道254号白沢八幡線

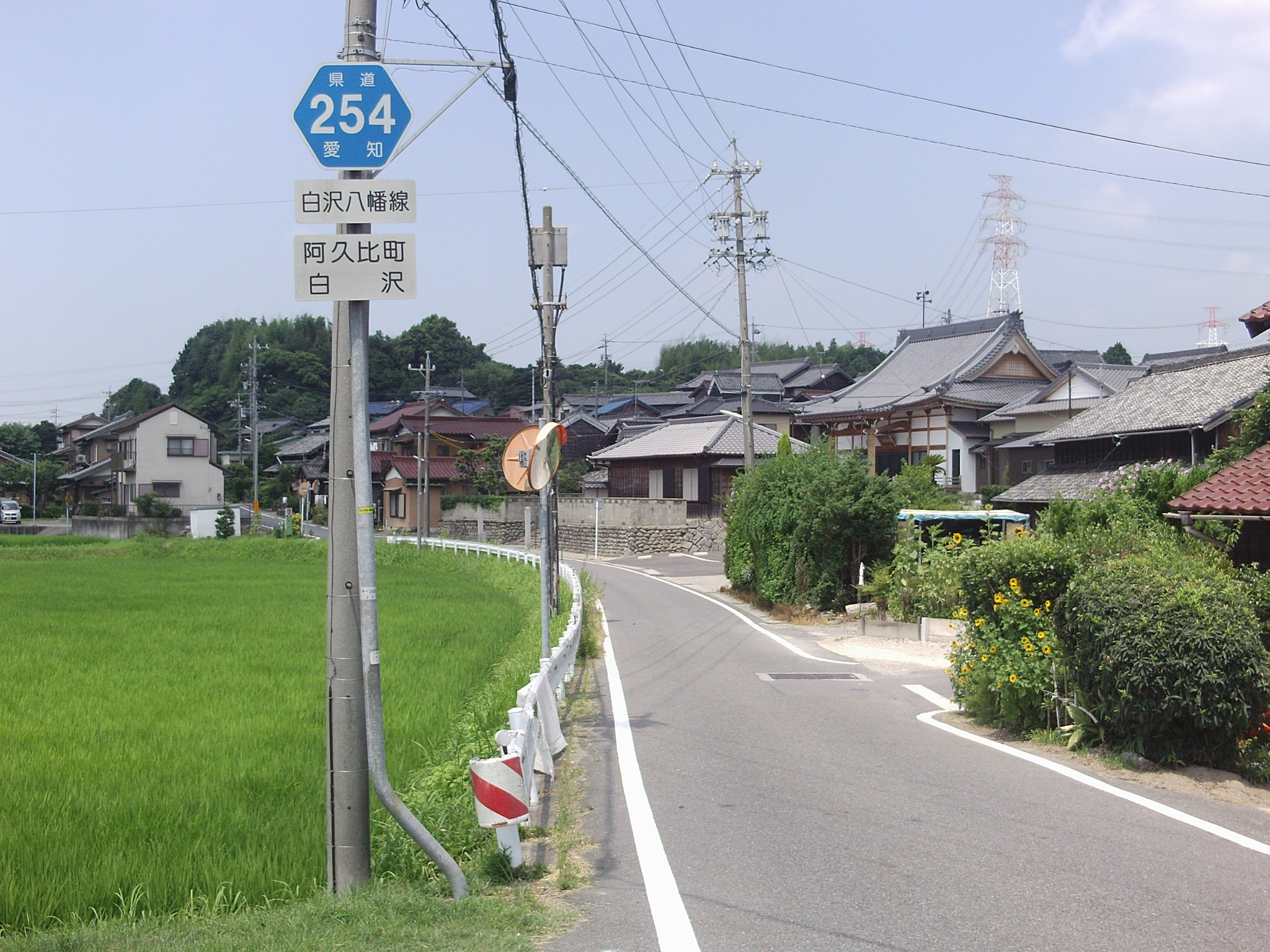
起点の白沢。

愛知県道254号白沢八幡線（あいちけんどう254ごう しらさわやわたせん）は、愛知県知多郡阿久比町から知多市に至る、一般県道である。

## 概要

### 路線データ
- 起点：愛知県知多郡阿久比町大字白沢[1]（愛知県道55号名古屋半田線交点）
- 終点：愛知県知多市八幡[1]（愛知県道24号知多東浦線交点）

## 歴史
- 1959年（昭和34年）12月15日：認定[1]。

## 地理

### 通過する自治体
- 愛知県
  - 知多郡阿久比町
  - 知多市

### 接続する道路
- 愛知県道55号名古屋半田線[2]（半田街道）（白沢交差点）
- 愛知県道252号大府常滑線
- 愛知県道24号知多東浦線（岩ノ脇交差点）

### 沿線
- 佐布里池[3]